# سكة حديد مومباسا - نيروبي
سكة حديد مومباسا - نيروبي المعيارية هي خط سكة حديد قياسي (الخط) في كينيا يربط مدينة مومباسا الكبيرة الواقعة على المحيط الهندي بنيروبي ، عاصمة البلاد وأكبر مدنها. يسير هذا الخط بالتوازي مع سكة حديد أوغندا الضيقة التي اكتملت في عام 1901  تحت الحكم الاستعماري البريطاني . تنص الخطة الرئيسية للسكك الحديدية في شرق إفريقيا على الربط بين مومباسا ونيروبي الخط مع الخط الأخرى التي يتم بناؤها في مجموعة شرق إفريقيا . 
بتكلفة 3٫6 مليار دولار أمريكي، هذا الخط الحديدي هو أغلى مشروع بنية تحتية في كينيا منذ الاستقلال. كان المقاول الرئيسي شركة China Road and Bridge Corporation ، التي وظفت 25000 كيني للعمل في السكك الحديدية. تم التعاقد مع شركة تشاينا كوميونيكيشنز كونستركشن القابضة التابعة لـ CRBC لتشغيل الخط لأول 5 سنوات. 
تم الانتهاء من تمديد من نيروبي إلى نيفاشا في أكتوبر 2019 مما يجعل طول الخط يصل إلى 578.8 كم تقريبًا.
استقل أول مسافرين يدفعون أجرة قطار «ماداراكا إكسبريس» في يوم ماداراكا (1 يونيو 2017) ، وهو الذكرى الرابعة والخمسون لنيل كينيا للحكم الذاتي من بريطانيا . بدأت خدمات الشحن التجاري في 1 يناير كانون الثاني 2018.  تجاوز استيعاب الركاب التوقعات،  حيث حمل القطار مليوني راكب في أول 17 شهرًا من التشغيل.  بحلول نوفمبر 2018 ، كان الخط الحديدي يشغل 30 قطارًا للشحن و 4 قطارات ركاب يوميًا. 

## الخط الحديدي

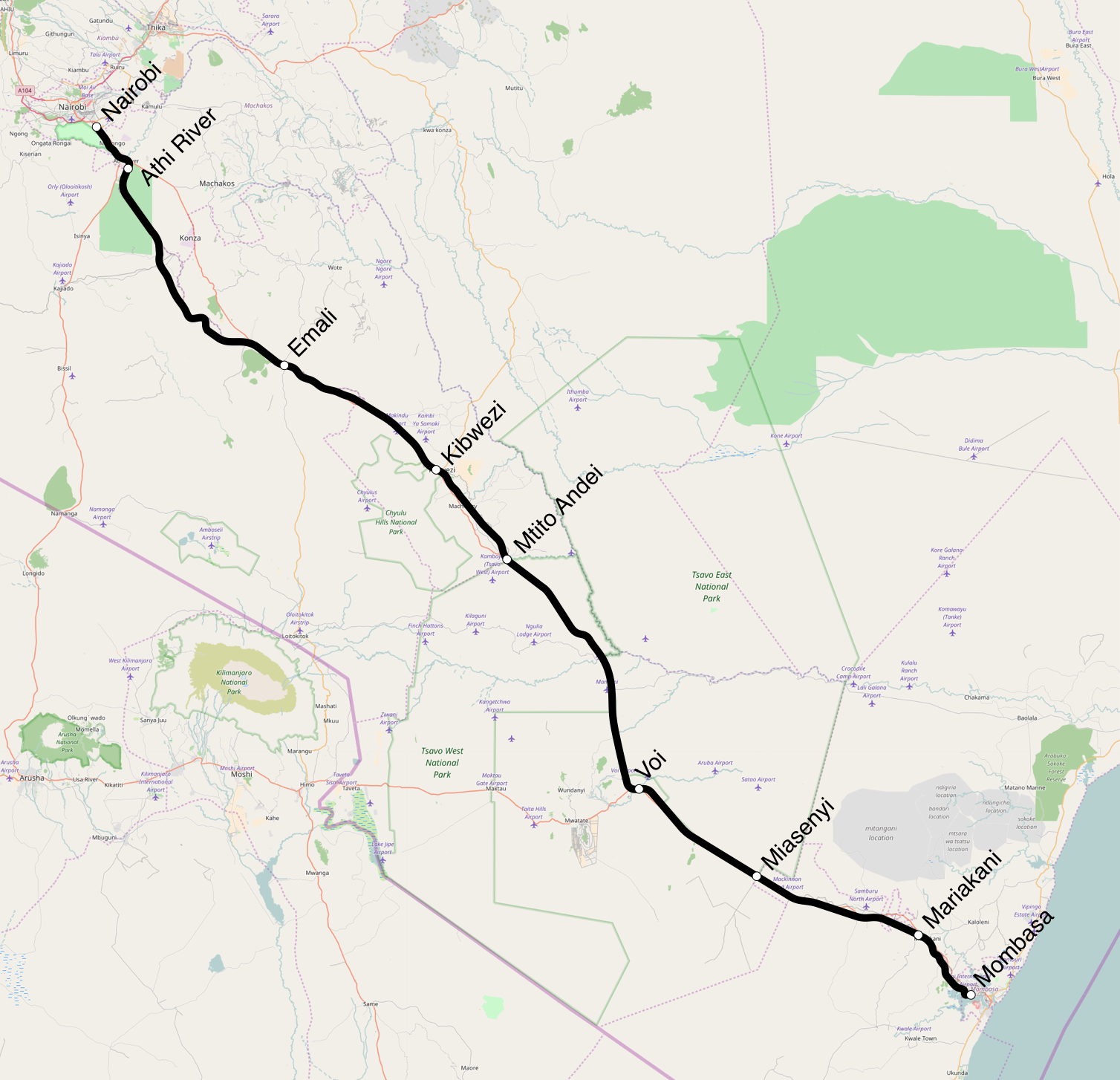
خريطة سكة حديد مومباسا ونيروبي القياسية

## محطات الركاب

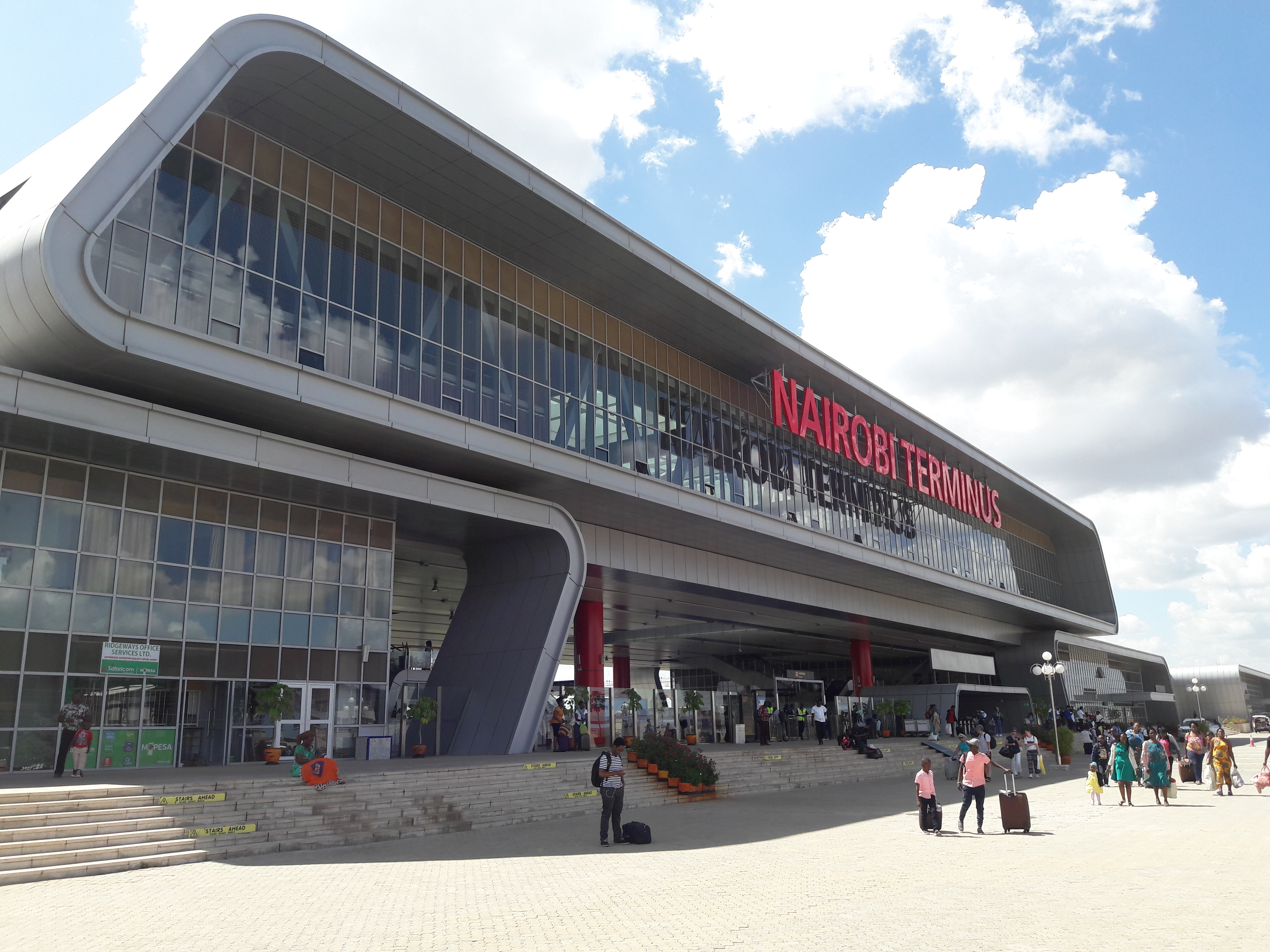
محطة سكة حديد نيروبي

هناك تسع محطات ركاب بين مومباسا ونيروبي. الهندسة المعمارية لكل محطة مستوحاة من العناصر المحلية. 
| محطة             | هندسة معمارية                                                                        |
| ---------------- | ------------------------------------------------------------------------------------ |
| مومباسا تيرمينوس | دوائر متحدة المركز وبرج مركزي يمثلان تموجًا في المحيط.                                |
| مارياكاني        | مستوحاة من أشجار جوز الهند المتوافرة بكثرة في المنطقة.                               |
| مياسيني          | خطوط بيضاء وبنية مستوحاة من خطوط حمار وحشي.                                          |
| فوي              | على شكل حرف V مثل شخص بأيد مرفوعة، تمثل روح Harambee . V هو أيضًا الحرف الأول من Voi. |
| متيتو أندي       | سقوف منحدرة تمثل جبل كليمنجارو وتلال تشيولو .                                        |
| كيبويزي          | بناء على العمارة الأفريقية التقليدية، مع أوراق الشجر التي تحجب الركاب من الشمس.      |
| إمالي            | قبضة مغلقة، تمثل الوحدة.                                                             |
| نهر أثي          | على شكل تلال المنطقة.                                                                |
| نيروبي تيرمينوس  | قطارين مع جسر في الأعلى.                                                             |

يمكن للمسافرين الانتقال من محطة نيروبي إلى قطارات قياس متر إلى وسط مدينة نيروبي.  على الرغم من تصنيفها كمحطات طرفية ، إلا أن محطتي مومباسا ونيروبي تم بناؤها من خلال المحطات وتم تحديدها في الأصل لمحطة مومباسا الغربية ومحطة نيروبي الجنوبية.  عند اكتمال المرحلة الثانية، ستستمر القطارات عبر محطة نيروبي إلى حدود أوغندا.

## لمحة تاريخية

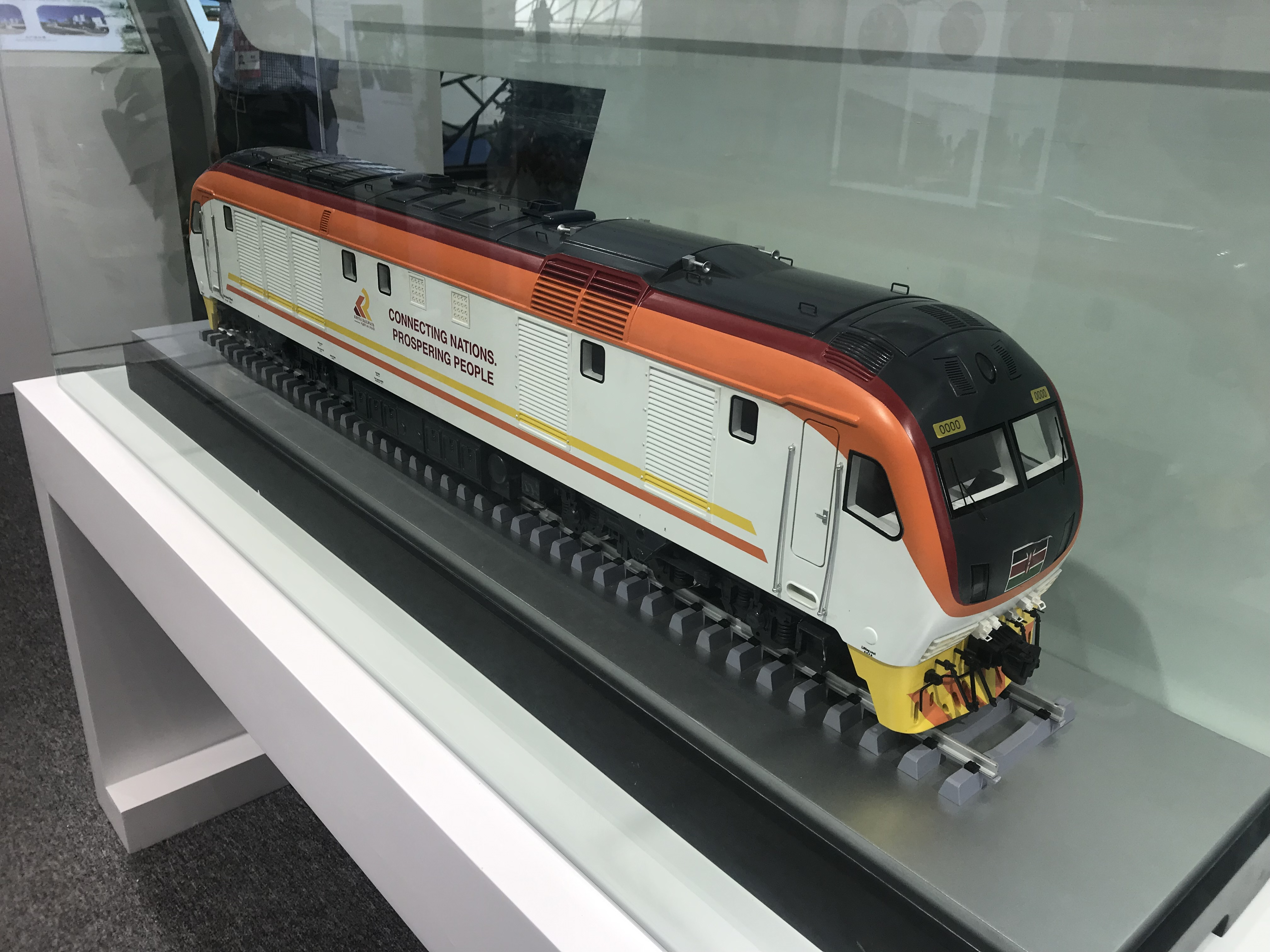
A DF11 يستخدم في السكة (موديل)

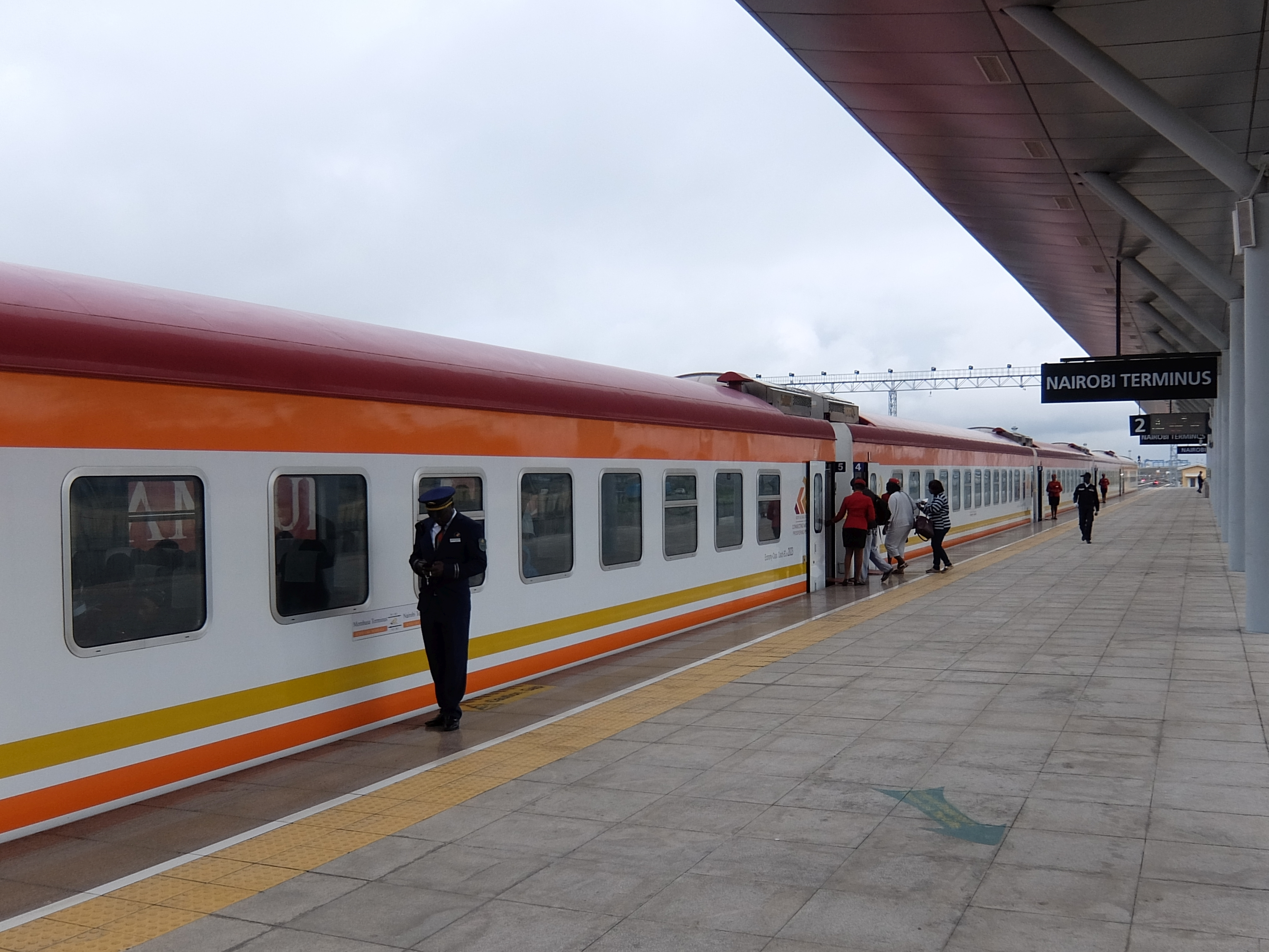
25G المدربين في نيروبي تيرمينوس

## التمويل
تم تمويل 90 ٪ من تكلفة المشروع للمرحلة الأولى من السكة الحديدية مومباسا إلى نيروبي من قبل بنك التصدير والاستيراد الصيني . تم تمويل الجزء المتبقي من تكلفة المشروع من قبل الحكومة الكينية. تم الانتهاء من تمويل 3.23 مليار دولار من اكزيم في مايو 2014. تقدم اكزيم مبلغ القرض في قرضين مدعومين بقيمة 1.63 مليار دولار لكل منهما. كان أحد هذين القرضين عبارة عن قرض للمساعدات الخارجية تم تقديمه بشروط ميسرة (سعر فائدة منخفض للغاية) بينما كان الآخر عبارة عن ائتمان مشتري تصدير تفضيلي أقل من سعر السوق.  كان الشرط الذي فرضته الحكومة الكينية للتمويل هو 40٪ من إجمالي تكاليف المشروع أو حوالي 130 مليار شلن كيني سيتم إنفاقها على الإمدادات المحلية بما في ذلك الرمل والأسمنت والكابلات الكهربائية والحديد المجلفن والصلب. 
كان شرط بنك اكزيم للحصول على القرض هو أن يكون هناك مشغل مقبول للبنك للمرحلة الأولية من العمليات، مما دفع الحكومة الكينية إلى رفض مناقصة دولية مخطط لها والتعاقد مع الشركة الأم لـ CRBC. 

### الجدل حول تخصيص الأراضي
في 22 يوليو / تموز 2020 ، كان محمد عبد الله سوازوري، رئيس اللجنة الوطنية للأراضي، وأتاناس كاريوكي ماينا، العضو المنتدب لشركة سكك حديد كينيا، من بين 18 مسؤولًا ورجل أعمال وشركات تم القبض عليهم بتهم فساد تتعلق بتخصيص أراض للسفينة الرئيسية البالغة 3 مليارات دولار. سكة حديد نيروبي - مومباسا. 